# Доктор Пополь
«Доктор Пополь» (фр. «Docteur Popaul») — французький кінофільм режисера Клода Шаброля з Жаном-Полем Бельмондо у головній ролі, що вийшов 29 вересня 1972 року.

## Сюжет
Доктор Поль Сімі (Жан-Поль Бельмондо) відчуває особливі почуття до негарних жінок, вважаючи їх знахідкою для чоловіка, оскільки вони всім задоволені й ніколи нічого не вимагають. Ще бувши студентом і граючи в карти зі своїми друзями, він запропонував їм зібрати весь виграш і віддати його тому, хто спокусить найбільш негарну жінку. Вигравши таким чином пристойну суму, Поль купив свій перший автомобіль і відтоді був упевнений, що негарні жінки приносять йому щастя. Вирушивши на своєму новому авто в Туніс, він знайомиться з Христиною Дюпон (Міа Ферроу). Дівчина була досить неприваблива, щоб викликати інтерес у Поля, і до того ж виявилася дочкою його професора, який охоче зайнявся долученням її залицяльника до свого стилю життя. А через деякий час професор Дюпон уже давав зрозуміти Полю, що хотів би бачити його своїм зятем. Поміркувавши про вигоди, які обіцяв цей шлюб, Поль вирушив під вінець. Тесть віддячив його приватною клінікою, величезною віллою і красунею Мартіною (Лаура Антонеллі), сестрою Крістіни, яку Поль побачив тільки на весіллі, відразу ж втративши голову. Професор багатозначно попросив його подбати про Мартіну, мовби бажаючи компенсувати його шлюб з її сестрою. Мартіна отримала місце в клініці й оселилася в новому будинку Поля. Деяке занепокоєння сімейству доставляли лише численні шанувальники Мартіни, з якими вона періодично святкувала заручини, але до шлюбу так жодного разу й не дійшло, оскільки Поль навчився вправно позбавлятися від своїх суперників. Нарешті йому вдалося завоювати красуню. Її сестра не помічала нічних поїздок чоловіка, який у цей час розважався в спальні Мартіни. А щоб красуня викинула з голови інших чоловіків, Поль вирішив зробити їй дитину, для чого замінив її контрацептиви на інші медикаменти. Через деякий час Мартіна завагітніла, але Поль за допомогою свого колеги Бертьє переконав її в неможливості аборту. Так на світ з'явилася Клодін. Тепер Поль був спокійний.
Через кілька років ідилії прийшов кінець: Поль потрапляє в аварію і опиняється на лікарняному ліжку в своїй власній клініці з численними переломами. Там його чекає потрійний удар: Мартіна кидає його, отримавши анонімний лист про його зради, а потім Бертьє повідомляє Полю про смерть дочки і про зумовлену травмами імпотенцію. Втративши до життя будь-який інтерес, Поль твердо вирішує накласти на себе руки. Він повідомляє Христині свої плани й переконує її допомогти йому. Від неї потрібно лише «забути» таблетки зі снодійним на його столику, що вона і робить, не забувши при цьому замкнути двері в палату на ключ. Проковтнувши небезпечну дозу снодійного, Поль готується заснути вічним сном, але тут лунає телефонний дзвінок Христини. Він дізнається, що всі останні події — справа її рук. Ще кілька років тому під час вагітності Мартіни вона дізналася від Бертьє про пригоди Поля й вирішила помститися йому. Аварія була інсценована нею, і в лікарню він потрапив без жодного перелому. Бертьє разом з нею розігрував цей спектакль і переконав Поля в загрозі імпотенції. Анонімний лист Мартіні було відправлено Христиною, a повідомлення про смерть Жюльєт було хибним — дівчинка була жива. Всі ці роки Бертьє був коханцем Христини. І тепер, коли Поль нарешті перебуває на порозі смерті, вона вирішила розповісти йому про все, щоб зробити його смерть ще боліснішою.
Життя Полю врятувала прибиральниця, яка зайшла в палату, щоб поміняти квіти. Через короткий час сім'я відсвяткувала два весілля: Христини з Бертьє і Поля з Мартіною.

## У ролях
- Жан-Поль Бельмондо — Поль Сімі
- Міа Ферроу — Христина Дюпон
- Лаура Антонеллі — Мартіна Дюпон
- Даніель Лекуртуа — професор Дюпон
- Марлен Аппель — Кароль
- Домінік Зарді — єпископ
- Мішель Пейрелон — Джозеф
- Патрік Прежан — Артур Рішар
- Анрі Атталь — літня жінка
- Данієль Івернель — Бертьє, лікар
- Мішель Пейрелон — Жозеф
- Катрін Охотникофф — епізод
- Майя Водецька — епізод
- Луї Наварре — епізод
- Андре Пенверн — епізод
- Данієль Віллате — епізод

## Знімальна група
- Режисер — Клод Шаброль
- Сценарій — Юбер Монтейє, Поль Жегофф
- Продюсер — Жан-Поль Бельмондо, Андре Женовес
- Оператор — Жан Раб'є
- Композитор — П'єр Жансен
- Художник — Гі Літтайє
- Монтаж — Жак Геллар